# Fay Helm
Fay Helm (Bakersfield, 9 aprile 1909 – Santa Monica, 27 settembre 2003) è stata un'attrice statunitense.

## Biografia
Studentessa presso l'Università dell'Oregon, durante l'adolescenza fece le sue prime esperienze teatrali recitando in produzioni al Bakersfield Community Theatre e al Portland Civic Theatre. Giunse al cinema alla metà degli anni trenta, comparendo in brevi ruoli non accreditati nei film Furia (1936) di Fritz Lang e San Francisco (1936) di W. S. Van Dyke (1936).
Negli anni quaranta partecipò ad alcune pellicole di genere horror come L'uomo lupo (1941), accanto a Lon Chaney Jr. e Claude Rains, Night Monster (1942) con Bela Lugosi e Captive Wild Woman (1943), al fianco di John Carradine.
Tra gli altri film in cui apparve, da ricordare i noir La donna fantasma (1944) e Il segreto del medaglione (1946), il melodramma L'angelo del dolore (1946), e il biografico L'eterna armonia (1945), in cui interpretò il ruolo di Madame Chopin accanto a Cornel Wilde nel ruolo del compositore Frédéric Chopin.

## Filmografia parziale
- Furia (Fury), regia di Fritz Lang (1936)
- San Francisco, regia di W. S. Van Dyke (1936)
- Racket Busters, regia di Lloyd Bacon (1938)
- Il vendicatore (I Am the Law), regia di Alexander Hall (1938)
- Tramonto (Dark Victory), regia di Edmund Goulding (1939)
- They All Come Out, regia di Jacques Tourneur (1939)
- Hollywood Cavalcade, regia di Irving Cummings (1939)
- Abramo Lincoln (Abe Lincoln in Illinois), regia di John Cromwell (1940)
- Kitty Foyle, ragazza innamorata (Kitty Foyle), regia di Sam Wood (1940)
- Il circo insanguinato (The Wagons Roll at Night), regia di Ray Enright (1941)
- Million Dollar Baby, regia di Curtis Bernhardt (1941)
- Fiori nella polvere (Blossoms in the Dust), regia di Mervyn LeRoy (1941)
- L'uomo lupo (The Wolf Man), regia di George Waggner (1941)
- Night Monster, regia di Ford Beebe (1942)
- Life Begins at Eight-Thirty, regia di Irving Pichel (1942)
- Domani sarò tua (The Crystal Ball), regia di Elliott Nugent (1943)
- Tua per sempre (Hers to Hold), regia di Frank Ryan (1943)
- Calling Dr. Death, regia di Reginald Le Borg (1943)
- Captive Wild Woman, regia di Edward Dmytryk (1943)
- La donna fantasma (Phantom Lady), regia di Robert Siodmak (1944)
- Le schiave della città (Lady in the Dark), regia di Mitchell Leisen (1944)
- Mademoiselle Fifi, regia di Robert Wise (1944)
- L'eterna armonia (A Song to Remember), regia di Charles Vidor (1945)
- Il figlio di Lassie (Son of Lassie), regia di S. Sylvan Simon (1945)
- The Falcon in San Francisco, regia di Joseph H. Lewis (1945)
- L'angelo del dolore (Sister Kenny), regia di Dudley Nichols (1946)
- Il segreto del medaglione (The Locket), regia di John Brahm (1946)

## Doppiatrici italiane
- Giovanna Scotto in La donna fantasma, L'eterna armonia
- Clelia Bernacchi in Tua per sempre
- Gemma Griarotti in L'uomo lupo